# Grimoire d'Armadel

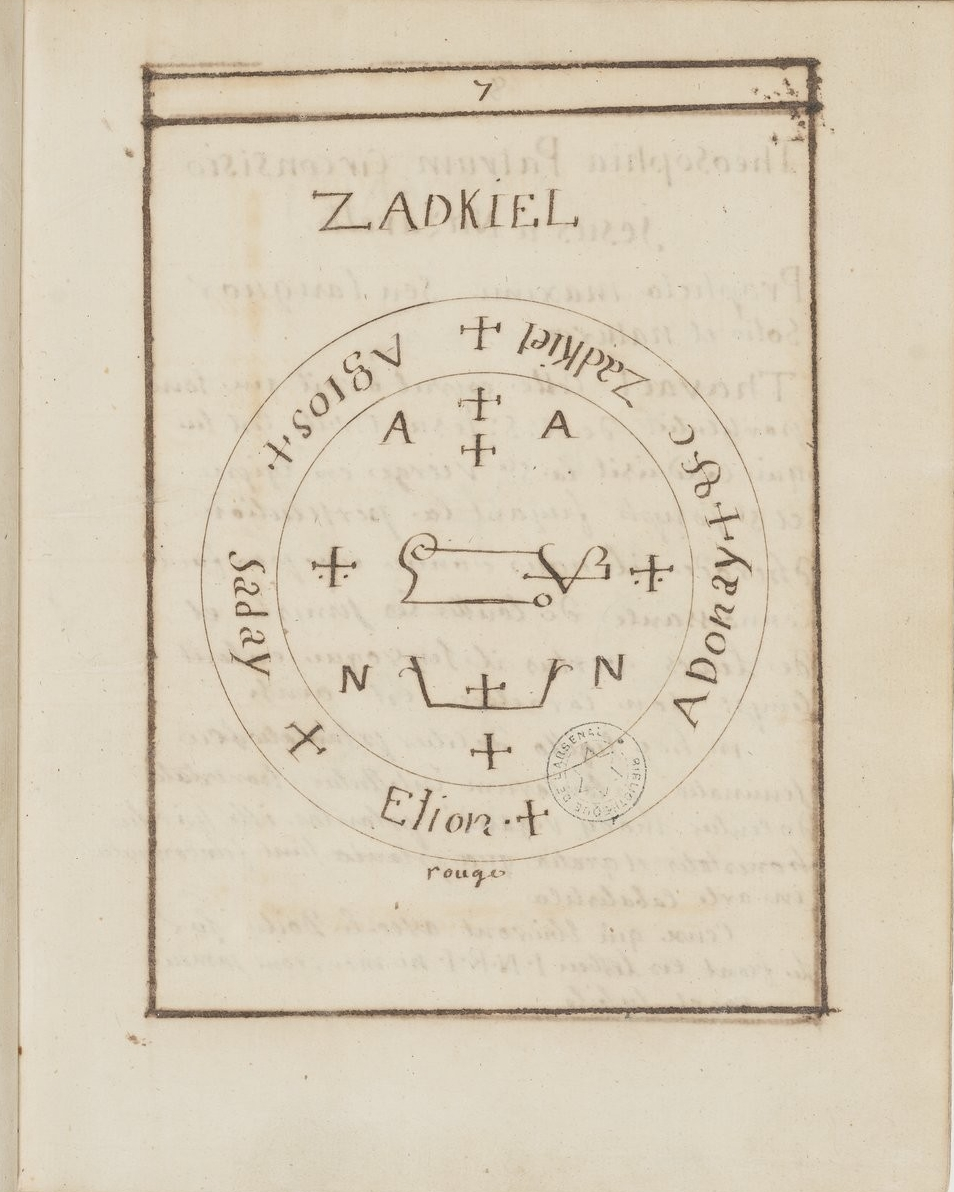
La page 7 du manuscrit conservé à la Bibliothèque de l'Arsenal du Grimoire d'Armadel.

Le grimoire d'Armadel (titre original: Liber Armadel seu totius cabalae perfectissima brevissima et infallabilis scientia tam speculativa quam practiqua) est un grimoire français mineur du XVIIe siècle conservé à la Bibliothèque de l'Arsenal. Il est semble lié à une série de grimoires allemands publiée à la même période. 
Il a été traduit en anglais par l'occultiste S.L. MacGregor Mathers vers 1897, en y ajoutant des descriptions d'utilisation, et utilisé dans les années 1910 dans le milieu occultiste lié à l'Ordre hermétique de l'Aube dorée. Il publié pour la première fois en 1980 après sa mort.
Il ne doit pas être confondu avec le manuscrit Lans. 1202 de la British Library Clavicules du Roi Salomon par Armadel. Livre quatrième. Des Esprits qui gouvernent sous les Ordres du Souverain Créateur.